# Escut de Cànoves i Samalús
L'escut oficial de Cànoves i Samalús té el següent blasonament:
Escut caironat partit: 1r. d'or, un castell de sable obert acostat de 2 flames de gules; 2n. d'atzur, un sautor ple d'argent cantonat de 3 estrelles d'argent malordenades. Per timbre una corona mural de poble.

## Història
Va ser aprovat el 4 d'octubre del 1996 i publicat al DOGC el 23 d'octubre del mateix any amb el número 2272.
La primera partició són les armes de Cànoves, amb el castell local i les dues fogueres que simbolitzen Sant Muç, el patró del poble. La segona partició són les armes de Samalús, amb el sautor o creu de Sant Andreu (el patró local) i tres estels, un senyal tradicional de l'escut del poble.